# El Cocuy (kommun)
El Cocuy är en kommun i Colombia.   Den ligger i departementet Boyacá, i den centrala delen av landet, 260 km nordost om huvudstaden Bogotá. Antalet invånare är 5 582. Arean är 253 kvadratkilometer.
Terrängen i El Cocuy är huvudsakligen bergig, men åt nordost är den kuperad.